# Helius harrisi
Helius harrisi är en tvåvingeart som först beskrevs av Alexander 1923.  Helius harrisi ingår i släktet Helius och familjen småharkrankar. Inga underarter finns listade i Catalogue of Life.